# Échira (peuple)
Les Ghisir ou Ghisira, improprement appelés Éshira sont une population bantoue d'Afrique centrale vivant  principalement dans les régions côtières du Gabon,  et les prairies du sud de l'Ogooué et à l'ouest de son affluent, la Ngounié. Quelques communautés vivent également en République du Congo. Ils constituent l'un des groupes dits Ghisir-punu, auxquels sont aussi rattachés les Massangou (ou Massango). 
Le mot Ghisir, veut à la fois désigner la langue Ghisir, le peuple Ghisir et la terre ou le pays Ghisir. Ce terme est invariable bien qu'une utilisation inappropriée des préfixes  « Gui »  pour désigner le singulier « Bi » pour désigner le pluriel a donné naissance au terme pluriel impropre Bisira pour désigner des individus Ghisir dans le phrasé courant  Exemple : Bisira be ne ngoudou (Les Siras sont forts). 
La bonne formulation pour la désignation de la langue (Exemple : Nia guambili Ghisir (je parle le Ghisir), pour la désignation du terroir ancêstral (Exemple : Nia rugili gu ghisir (je reviens de la terre des Ghisir) reste de façon invariante Ghisir. il en est de même pour la désignation des individus au singulier (Exemple : Mé ni mwisi ghisir (je suis un Ghisir./ je suis un ressortissant du pays Ghisir) ou au pluriel, Yétu du bisi Ghisir (Nous sommes des Ghisir/ Nous sommes des ressortissants du pays Ghisir). Autre exemple : Mouguetu Ghisir (une femme Ghisir). 
Notons toutefois que la voyelle (a) contenue dans le mot Ghisira est une muette, elle ne se prononce pas .Le mot Ghisira se prononce donc Ghisir.

## Histoire
Les Éshira migrèrent dans cette zone au XVIIIe siècle, après des guerres avec les Akélés et d'autres groupes. Durant le XIXe siècle, ils pratiquèrent le trafic d'esclaves avec les Nkomi. Ils étaient appréciés pour leur tabac et leurs vêtements en fibres de raphia. Leur nombre fut drastiquement réduit par des épidémies de variole en 1865 et 1898.
Paul Belloni Du Chaillu, qui explora l'intérieur du Gabon entre 1855 à 1859, décrit son séjour en pays Gisira dans plusieurs chapitres de son livre L'Afrique sauvage : nouvelles excursions au pays des Ashangos (1868). Paul du Chaillu rapporta que chaque clan contrôlait ses propres affaires. Mulenda, du clan Kamba, était le plus important des chefs ; il possédait entre 300 et 400 esclaves. Il mourut de la variole en 1885. Les Spiritains établirent une mission dans la région en 1895.

## Ethnonymie
Selon les sources et le contexte, on observe plusieurs formes : Achira, Ashango, Ashira, Chira, Échiras, Eschira, Eshira, Eshiras, Gesira, Gisira, Ichira, Ishira, Isira, Shira, Shiras, Shire, Sira, Yichira.

## Langues
Ils parlent le Ghisir (ou échira), une langue bantoue. 

## Population
Leur nombre est estimé à plus de 200 000. Outre les Éshira proprement dits, le groupe comprend plusieurs sous-groupes, tels que les Punu, Ngowe, Bavarma, Woumbou, Baloumbou, Babuissi et Massango, mais selon les auteurs, certains d'entre eux, tels que les Punu, sont considérés comme des ethnies à part entière.